# Trubčice
Trubčice jsou kladoucí dělnice včely medonosné, které se objevují v úlu, když včelstvo ztratí svou původní matku a nedokáže si odchovat novou. Některé dělnice převezmou roli matky a začnou klást vajíčka, která však nejsou oplozena (haploidní) a líhnou se pouze trubci (proces zvaný partenogeneze). Jedná se o plod, který vyrůstá v dělničích buňkách. Protože je trubčí larva větší než dělničí, včely uzavírají takové buňky vypouklým víčkem. Takový včelí plod je na první pohled nenormální, včelaři ho nazývají hrboplod.
Včelí matka produkuje inhibiční feromony, které brání dělnicím v pohlavním vývoji. Tyto feromony za normálních okolností potlačují vývoj vaječníků u dělnic a zabraňují jim v kladení vajíček. Díky tomu zůstávají dělnice pohlavně nedospělé a zaměřují se na jiné úkoly v úlu. V případě úhynu matky feromony vyprchají a některým dělnicím se aktivují vaječníky, ovšem nadále nejsou schopny se pářit s trubci a také nemají spermatéku.

## Opatření
Včelstvo s trubčicemi již nikdy nepřijme novou matku, a tak je odsouzeno k zániku. Najít trubčice je nemožné, neboť se jedná o nezjištěný počet včel, které se ničím neodlišují od ostatních. Ani identifikace problému není vždy jednoznačná. Také stará matka s vyčerpanou zásobou spermií může klást neoplozená vajíčka do dělničích buněk. Klíčové je ověření přítomnosti matky ve včelstvu a to, zdali není trubcokladná. 
Potvrzením trubčic ve včelstvu je výskyt nesourodého kladení většího počtu vajíček do jedné buňky, z nichž některá jsou nejen na dně, ale i na stěnách. Zdravá včelí matka toto nikdy nedělá, naopak klade vždy pouze jedno vajíčko do jedné buňky. Pokud se ve včelstvu prokazatelně nachází hrboplod, nejlepším řešením je vysypat včelstvo min. 50 metrů od úlu do trávy. Letuschopné včely se „vžebrají“ do jiných úlů. Včelí dílo (plástve) s hrboplodem již nejde znovu použít a hodí se pouze na přetavení vosku. 